# Noyz Narcos
Noyz Narcos, de son vrai nom Emanuele Frasca, né à Rome le 15 décembre 1979, est un rappeur, beatmaker, musicien et écrivain italien.

## Biographie

### Débuts (1996–2005)
Noyz Narcos a commencé sa carrière musicale en les collectifs romaines de TBF et Savage Boys. À 15 ans, il entre dans le collectif Erreacca Negativo, fondée par Fetz Darko et Ricky Jd ; en 1996 le groupe fait sortir l'album Calma apparente, mais Noyz Narcos ne participe pas parce qu'il abandonne le collectif juste avant de sa réalisation. En 2000, il se rapproche du rap et, au cours d'une jam session, fait la connaissance des rappeurs Gel (fondateur de Truceboys), Metal Carter, Cole et DJ Kimo. Ensemble, ils se lancent dans une collaboration avec la publication de Sangue en 2003.
La période durant laquelle les membres du groupe courent en solo après la création du collectif Truceklan est très positif pour Noyz Narcos, qui en juillet 2005, publie son premier album solo, intitulé Non dormire et avec la participation des membres de Truceboys et d'autres artistes de la scène du hip-hop italien. L'album est publié au label indépendant Traffick Records.

### Verano zombie(2006–2007)
En 2006, Noyz Narcos collabore avec Chicoria (de In the Panchine), pour l'album La calda notte. Publié en octobre 2006 au label Traffik Records, La calda notte contient un CD de 13 chansons en collaboration avec les membres de TruceKlan, et d'un DVD contenant un concert de TruceKlan, et un vidéoclip.
En 2007, Noyz Narcos publie Verano zombie, un album dans lequel les sons instrumentaux de Non dormire (dans lequel il y avait déjà une chanson appelée Verano zombie) sont mis de côté pour passer à un son tout aussi agressif. D'un point de vue thématique, le rappeur s'inspire toujours de la violence de la rue, de la drogue et la détresse sociale, tout en diminuant les thèmes centrés sur l'horrorcore. Il fait participer Metal Carter, Gel, Cole, Mystic One, Duke Montana, Chicoria, membre de TruceKlan, le rappeur Danno de Colle der Fomento et enfin Gué Pequeno, Marracash et Vincenzo da Via Anfossi de Dogo Gang. La même année, il joue aux côtés de TruceKlan et Club Dogo, dans le film Mucchio selvaggio.

### Ministero dell'inferno(2008–2009)
En mars 2008, il publie la collection Ministero dell'inferno qui met en avant TruceKlan et plusieurs groupes et artistes importants de la scène rap italienne incluant Club Dogo, Kaos One, Santo Trafficante, Fabri Fibra, Gente de Borgata, Danno de Colle der Fomento, et le concours de hip-hop Cripple Bastards, Miss Violetta Beauregarde et Pinta Facile. Il joue aussi avec Chicoria, Duke Montana et Cole dans le court-métrage Ganja Fiction. La même année, il publie la mixtape The Best Out Mixtape, produite par DJ Gengis.

### Guilty(2009–2011)
Le 29 janvier 2010, Noyz Narcos publie son troisième album studio, Guilty précédé des vidéoclips des chansons M3 et Mosche nere, respectivement publiées le 1er novembre 2009 et le 11 janvier 2010. L'album contient des sonorités plus mainstream et fait notamment participer Club Dogo, Marracash, Fabri Fibra. Cet album s'inspire de thèmes plus introspectifs et moins brutaux, tout en restant fortement apparenté au rap hardcore et au rap conscient.
En 2011, Noyz Narcos, Metal Carter et Duke Montana fondent le B.B.C. (un acronyme de Black Bandana Click). Le premier projet du groupe s'intitule Klan Related, accompagné d'un vidéoclip de Metal Carter (Undead), Duke Montana (Anthem) et de Noyz Narcos (Drag You to Hell). Le projet est annulé à cause de divergences entre Noyz et Duke, et seules les trois chansons sont publiées dans un EP intitulé B.B.C. Project Single.

### The Best of the Beast Tour(2011–2012)
Le 15 octobre 2011, Noyz Narcos participe au HitWeek Festival de Miami aux côtés d'artistes comme Caparezza et le groupe Casino Royale et, après son retour d'Amérique, commence avec sa nouvelle tournée intitulée The Best of The Beast organisée par Live Nation, Propaganda Agency et Propapromoz. La tournée, annonçant son prochain album intitulé Monster initialement prévu pour 2012, est organisée du 31 octobre à Novare jusqu'au 26 décembre à Cagliari, et inclut 12 dates dans les grands clubs en Italie. Il est accompagné des membres de TruceKlan, Mystic One et DJ Gengis Khan,. Le 28 janvier 2012 à Milan, Noyz Narcos accompagne DJ Gengis Khan à un concert de Dope D.O.D. The Wild Beat Massacre.
En février 2012, il publie le vidéoclip Wild Boys, une chanson réalisée avec Gast. Le 31 mai, il participe à un concert à Rome du collectif de hip-hop américain La Coka Nostra partie intégrante du Masters of the Dark Arts Tour. Le 23 juillet, Noyz Narcos et Metal Carter font une entrevue avec le magazine Vice Italy retraçant leur carrière au sein des Truceboys.

### Monster(2012–2014)
Le 22 mai 2012 sort Game Over, un single précédant la sortie du quatrième album studio du rappeur, intitulé Monster et initialement prévu en mai. Le 23 novembre dernier, Propaganda Agency annonçait la production de Monster avec Denny the Cool, Don Joe, Frenetik Beat, Fritz da Cat, Fuzzy, Kiquè Velasquez, Mace, Shablo, DJ Sine et The Ortopedic.
Le 13 mars 2013, la couverture de l'album est révélée accompagnée de la date de publication fixée au 9 avril ; le même jour, le vidéoclip de Attica est publié sur sa chaîne YouTube le 18 mars. L'album est publié par Propaganda Agency et distribué par Sony Music. Via Facebook, Propaganda Agency publie les sept premières dates de tournée de Monster en 2013, qui démarre le 30 mars à Gênes ; pour la tournée, Noyz collabore avec DJ Genghis Khan. Monster fait également participer divers membres du TruceKlan comme Chicoria, Metal Carter, Mystic One et Gast. L'album débute à la septième position des classements musicaux italiens. Le 18 avril est publiée la vidéo de Rob Zombie de Salmo en collaboration avec Noyz.

### Localz Only(depuis 2015)
En mai 2015, Noyz Narcos annonce la sortie d'un album studio réalisé avec la collaboration du producteur Fritz de Cat. Distribué par Universal Music Group, l'album est intitulé Localz Only et est publié le 1er juin de cette année. L'album débute quatrième des classements musicaux italiens.

## Discographie

### Albums studio
- 2005 : Non dormire
- 2006 : La calda notte (avec Chicoria)
- 2007 : Verano zombie
- 2008 : The Best Out Mixtape (avec DJ Gengis)
- 2009 : The Best Out Mixtape Vol. 2 (avec DJ Gengis)
- 2010 : Guilty
- 2013 : Monster
- 2015 : Localz Only (avec Fritz da Cat)
- 2018 : Enemy
- 2022 : Virus

### Albums collaboratifs
- 2003 : Sangue (avec Truceboys)
- 2008 : Ministero dell'inferno (avec TruceKlan)

## Filmographie
- La calda notte (2006)
- Mucchio selvaggio (2007)
- Ganja Fiction (2008)